# Tiếng Archi

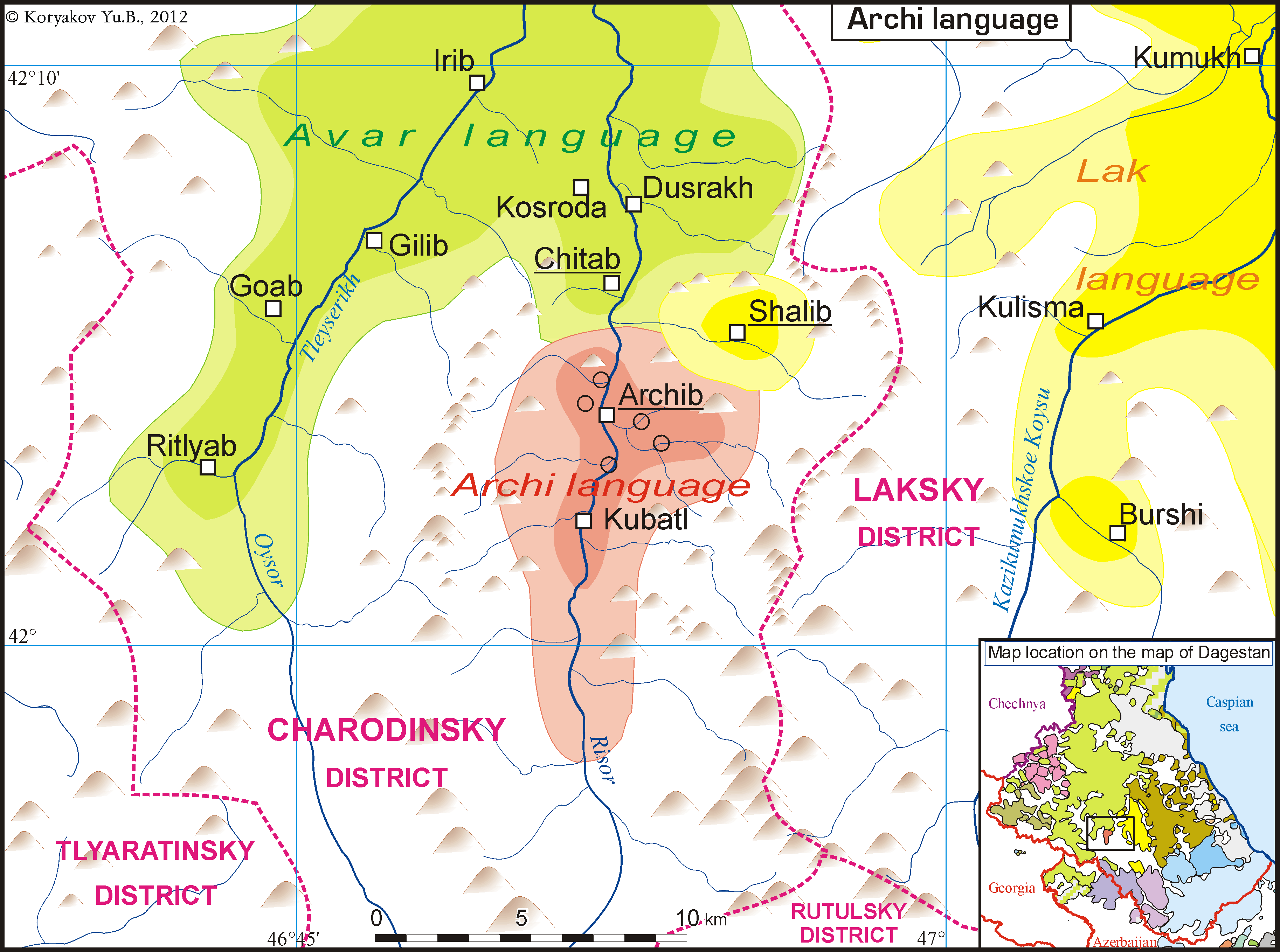
Bản đồ phân bố của tiếng Archi (vùng màu đỏ)

Tiếng Archi là một ngôn ngữ Đông Bắc Kavkaz được nói bởi người Archi tại làng Archib, nam Dagestan, Nga, và sáu làng nhỏ hơn xung quanh.
Ngôn ngữ này đáng chú ý về số lượng âm vị lớn và với sự hiện diện của âm xát cạnh lưỡi ngạc mềm vô thanh và âm xát cạnh lưỡi ngạc mềm hữu thanh, cũng như âm tắc xát cạnh lưỡi ngạc mềm vô thanh, âm tắc xát cạnh lưỡi ngạc mềm tống ra. Nó có bốn lớp danh từ và có một hệ thống hình thái học biến tố đa dạng và mang tính bất quy tắc ở mọi cấp độ. Nếu tính toán, từ một gốc động từ duy nhất có thể biến tố thành 1.502.839 dạng.

## Ngữ âm
Tiếng Archi cũng như những ngôn ngữ liên quan có một hệ thống âm vị phức tạp. Nó có 26 âm vị nguyên âm, và tùy theo phân tích, từ 74 đến 82 phụ âm.

### Nguyên âm
Tiếng Archi có sáu nguyên âm cơ sở (/i e ə a o u/). Tất cả trừ /ə/ đều có năm dạng: ngắn, yết hầu hóa, mang thanh cao, dài với thanh cao và yết hầu hóa với thanh cao (tức /a/, /aˤ/, /á/, /áː/, and /áˤ/). Trong tất cả, chỉ /ə/ và /íˤ/ không đứng đầu từ. Một số ví dụ về âm /íˤ/ là /díˤt͡ʃa/ ('trở nên béo') và /iˤntíˤmmaj/ ('óc, não').

### Phụ âm
Trong số các ngôn ngữ phi click, tiếng Archi hiện có hệ thống phụ âm lớn nhất (tiếng Ubykh của hệ Tây Bắc Kavkaz có nhiều hơn, nhưng nay đã biến mất). Bảng dưới là tất cả những phụ âm được ghi nhận trong Archi Language Tutorial và Archi Dictionary.
|          |           | Môi    | Môi     | Răng   | Răng    | Răng   | Răng    | Sau chân răng | Sau chân răng | Sau chân răng | Sau chân răng | Vòm | Ngạc mềm | Ngạc mềm | Ngạc mềm | Ngạc mềm | Lưỡi gà     | Lưỡi gà              | Lưỡi gà | Lưỡi gà | Lưỡi gà     | Lưỡi gà              | Lưỡi gà | Lưỡi gà | Yết hầu | Thanh hầu |
| lenis    | fortis    | lenis  | lenis   | fortis | fortis  | lenis  | lenis   | fortis        | fortis        | lenis         | lenis         | Vòm | fortis   | fortis   | lenis    | lenis    | lenis       | lenis                | fortis  | fortis  | fortis      | fortis               |         |         | Yết hầu | Thanh hầu |
| lenis    | fortis    | thường | môi hóa | thường | môi hóa | thường | môi hóa | thường        | môi hóa       | thường        | môi hóa       | Vòm | thường   | môi hóa  | thường   | môi hóa  | yết hầu hóa | yết hầu hóa +môi hóa | thường  | môi hóa | yết hầu hoá | yết hầu hóa +môi hóa |         |         | Yết hầu | Thanh hầu |
| -------- | --------- | ------ | ------- | ------ | ------- | ------ | ------- | ------------- | ------------- | ------------- | ------------- | --- | -------- | -------- | -------- | -------- | ----------- | -------------------- | ------- | ------- | ----------- | -------------------- | ------- | ------- | ------- | --------- |
| Mũi      | Mũi       | m      |         | n      |         |        |         |               |               |               |               |     |          |          |          |          |             |                      |         |         |             |                      |         |         |         |           |
| Tắc      | hữu thanh | b      |         | d      | dʷ      |        |         |               |               |               |               |     | ɡ        | ɡʷ       |          |          |             |                      |         |         |             |                      |         |         |         |           |
| Tắc      | vô thanh  | p      | pː      | t      | tʷ      | tː     |         |               |               |               |               |     | k        | kʷ       | kː       | kːʷ      | q           | qʷ                   | qˤ      | qˤʷ     |             |                      |         |         | ʡ       | ʔ         |
| Tắc      | tống ra   | pʼ     |         | tʼ     |         |        |         |               |               |               |               |     | kʼ       | kʷʼ      |          |          | qʼ          | qʷʼ                  | qˤʼ     | qˤʷʼ    | qːʼ         |                      | qːˤʼ    |         |         |           |
| Tắc xát  | vô thanh  |        |         | t͡s     | t͡sʷ     | t͡sː    |         | t͡ʃ            | t͡ʃʷ           |               |               |     | k͡ʟ̝̊       | k͡ʟ̝̊ʷ      |          |          |             |                      |         |         |             |                      |         |         |         |           |
| Tắc xát  | tống ra   |        |         | t͡sʼ    | t͡sʷʼ    | t͡sːʼ   |         | t͡ʃʼ           | t͡ʃʷʼ          | t͡ʃːʼ          |               |     | k͡ʟ̝̊ʼ      | k͡ʟ̝̊ʷʼ     |          |          |             |                      |         |         |             |                      |         |         |         |           |
| Xát      | vô thanh  |        |         | s      | sʷ      | sː     | sːʷ     | ʃ             | ʃʷ            | ʃː            | ʃːʷ           |     | ʟ̝̊        | ʟ̝̊ʷ       | ʟ̝̊ː       | ʟ̝̊ːʷ      | χ           | χʷ                   | χˤ      | χˤʷ     | χː          | χːʷ                  | χːˤ     | χːˤʷ    | ʜ       | h         |
| Xát      | hữu thanh |        |         | z      | zʷ      |        |         | ʒ             | ʒʷ            |               |               |     | ʟ̝        |          |          |          | ʁ           | ʁʷ                   | ʁˤ      | ʁˤʷ     |             |                      |         |         |         |           |
| Rung     | Rung      |        |         | r      |         |        |         |               |               |               |               |     |          |          |          |          |             |                      |         |         |             |                      |         |         |         |           |
| Tiếp cận | Tiếp cận  | w      |         | l      |         |        |         |               |               |               |               | j   |          |          |          |          |             |                      |         |         |             |                      |         |         |         |           |

Trong số trên, những âm được tô màu cam không đứng đầu từ (dù /pː/, /tː/, và /kː/ nói chung khá thường gặp), và âm tô màu xanh lá không có mặt trong Tutorial nhưng xuất hiện trong một mục trong từ điển (/mot͡sːór/, 'đồng cỏ alpine mùa hè'), và những âm tô màu xanh lam xuất hiện trong Tutorial nhưng không có trong từ điển.
Một số âm rất hiếm. Ví dụ, /ʁˤʷ/ chỉ nằm giữa từ trong một mục từ điển duy nhất (/íʁˤʷdut/, 'nặng') và hai mục đầu từ. Tương tự, /ʟ̝/ chỉ có trong hai mục từ điển: /náʟ̝dut/ ('non, chưa chín') và /k͡ʟ̝̊ʼéʟ̝dut/ ('cong').
Âm xát cạnh lưỡi ngạc mềm vô thanh /ʟ̝̊/, âm xát cạnh lưỡi ngạc mềm hữu thanh /ʟ̝/, âm tắc xát cạnh lưỡi ngạc mềm hữu thanh /k͡ʟ̝̊/ và âm tắc xát cạnh lưỡi ngạc mềm tống ra /k͡ʟ̝̊ʼ/ đều là những âm vị cực kỳ hiếm trên thế giới.